# Arrondissement de Bona
L'arrondissement de Bona est l'un des arrondissements du Sénégal. Il est situé dans le département de Bounkiling et la région de Sédhiou, en Casamance, dans le sud du pays.
Il a été créé par un décret du 10 juillet 2008.
Son chef-lieu est Bona.

## Arrondissement de Bona
Communautés rurales :
| Bona CR | Diacounda CR | Inor CR | Kandiong Mangana CR |
| --- | --- | --- | --- |
| 25 villages : - Banoungoune - Bona - Boudiogoune - Boughary - Briou - Brosso - Diaffar - Dialankine - Djibaghary - Djiragone Seckou Diédhiou - Djiragone Sidou Goudiaby - Kamangouba - Kambila - Kandiong Niosson - Kangody - Kantinko - Kapoundoune - Kariatte - Kilinko - Mambigné - Niahoump - Nimzatt - Soumboudou F. | 26 villages : - Aloutte Bafata - Aloutte Diola - Aloutte Manding - Balala - Bayanka - Bissary Dioub - Coumbaghor - Diacounda Diolène - Diacounda Djipandor - Diambilpoune - Diamomboly - Diassifar - Diédiély - Diendième - Kabeumb - Kamoghone - Kamounda - Kancouléro - Mafongo - Nghogname - Nioroky - Salabénor - Sita - Soukouta - Yacko Diola - Yacko Wolof | 33 villages : - Badimbour - Barandama - Bassada - Baya - Bissary Kansoye - Bissary Niosson - Diaouwély Doulo - Diaouwély Samba Ba - Diourou 1 - Diourou 2 - Inor Baïnounk - Inor Diola - Inor Manding - Kadialène - Kampila - Kandialon - Madina Lamine - Madina Lamine Sall - Madina Ndagouène - Madina Soukoutoto - Magnora Diola - Magnora Manding - Magnora 2 - Mayor - Mousdalifa - Ndogane - Niahoump - Sédék - Sibidiang - Taslima - Tobor - Vélingara Famara Mané - Vélingara Ibrahima DIALLO | 16 villages : - Dassilamé - Faraba - Faranding - Gombol - Kambousséma - Kandiong - Kanindia - Kansamadia - Kita - Koboyel - Sankanding - Saré Téning - Sindialon - Sinthian Ismaïla - Soucoutoto - Tambacounda |